# Pokrevenik
Pokrevenik (em cirílico: Покревеник) é uma vila da Sérvia localizada no município de Pirot, pertencente ao distrito de Pirot, na região de Visok. A sua população era de 57 habitantes segundo o censo de 2011.

## Demografia
| 1948 | 1953 | 1961 | 1971 | 1981 | 1991 | 2002 | 2011 |
| ---- | ---- | ---- | ---- | ---- | ---- | ---- | ---- |
| 651  | 679  | 696  | 647  | 476  | 170  | 126  | 57   |